# Эйкен, Говард
Го́вард Ха́тауэй Э́йкен (англ. Howard Hathaway Aiken; 9 марта 1900, Хобокен, штат Нью-Джерси, США — 14 марта 1973, Сент-Луис, штат Миссури, США) — американский пионер компьютеростроения. В должности инженера IBM руководил работами по созданию первого американского компьютера «Марк I».

## Биография
Обучался в Висконсинском университете в Мадисоне (англ. University of Wisconsin–Madison). Степень доктора философии по физике получил в Гарвардском университете в 1939 году. Когда в своей работе Эйкену пришлось столкнуться с дифференциальными уравнениями, имеющими только численные решения, у него зародилась мысль о создании электромеханического вычислительного устройства, которое могло бы взять на себя нудные математические расчёты. Эйкену удалось построить такое устройство. Первоначально имевший название «Automatic Sequence Controlled Calculator» (ASCC), то есть «вычислительное устройство, управляемое автоматическими последовательностями», первый американский компьютер стал известен под именем «Гарвардский Марк I». При помощи Грейс Хоппер (англ. Grace Murray Hopper) и финансирования от компании IBM машина была построена в 1944 году.
Несмотря на свою ссору с IBM, Эйкен продолжил работу по созданию компьютеров. В 1947 году он заканчивает «Гарвардский Марк II», за которым следуют «Гарвардский Марк III» (1949) и «Гарвардский Марк IV» (1952). В компьютере «Марк III» уже использовались отдельные электронные компоненты, а «Марк IV» был полностью электронным устройством. И та и другая машина были оснащены памятью на основе магнитных барабанов, кроме того, в «Марк IV» применялась ещё одна разновидность компьютерной памяти, основанная на использовании магнитных сердечников.
К работе над компьютерами Эйкена вдохновила разностная машина Чарльза Бэббиджа. Часто Говарду Эйкену приписывают знаменитую фразу: «Шести электронных цифровых компьютеров должно быть достаточно для удовлетворения всех вычислительных потребностей Соединённых Штатов». Другие считают её принадлежащей бывшему президенту IBM Томасу Уотсону, финансировавшему постройку первого «Марка». Впрочем, может быть, эти слова не говорили ни тот, ни другой.